# Gårdstångastenen 1
Gårdstångastenen 1, med signum DR 329, tidigare benämnd Östra Gårdstångastenen, är en runsten vid Röllebacken i den lilla tätorten Flyinge, i Holmby socken och Eslövs kommun, Skåne. När stenen restes på vikingatiden var det skånska landskapet en del av Danmark. 

## Stenen
Stenen är belägen nära ortens centrum. Den höggs förmodligen i slutet av 900-talet. Från början stod den utanför Gårdstånga tillsammans med några andra resta runstenar. Skonvig avbildade stenen 1627, men den var redan 1597 flyttad till en bondgård för att tjäna som bänk. På 1830-talet flyttades stenen till parken vid Flyinge kungsgård, därefter placerades den 1947 på sin nuvarande plats. Ornamentiken består av ett rakt runband och den från runor översatta inskriften lyder enligt nedan: 

## Inskriften
Translitterering av runraden:
: þulfʀ : uk : ulfʀ : risþu : stino : þise : ufteʀ : osmut : liba : felaga : sin :
Normalisering till rundanska:
Þolfʀ ok Ulfʀ resþu stena þæssi æftiʀ Asmund Lippa, felaga sin.
Översättning till nusvenska:
Tholv och Ulv reste dessa stenar efter sin kamrat Asmund Lippe.
Tillnamnet Lippi betyder „läpp“ och kunde peka mot Asmunds utseende.